# Italiano regionale della Lombardia
L'italiano regionale della Lombardia è la varietà della lingua italiana parlata in Lombardia, influenzata principalmente dalla lingua lombarda ma anche da fenomeni di evoluzione autonoma e dai contatti linguistici delle popolazioni della regione. È parte degli italiani regionali settentrionali.
La sua varietà più prestigiosa, spesso elevata a standard per l'intero sistema dialettale, è l'italiano di Milano. Anche l'italiano svizzero, anch'esso sviluppatosi su base lombarda, è considerato ad esso collegato, pur avendo subito forti influenze dalle altre lingue nazionali svizzere.

## Caratteristiche
Le principali caratteristiche dell'italiano regionale della Lombardia sono:
- Considerazione di /e/ ed /ɛ/ come unico fonema, idem per /ɔ/ e /o/
- Eliminazione del raddoppiamento sintattico
- Perdita del passato remoto, sostituito interamente dal passato prossimo: il tempo è perduto in tutti i dialetti lombardi dagli anni '70 del 1800[4]
- Generica preferenza verso l'uso dell'indicativo rispetto al futuro, anche per eventi futuri
- Utilizzo degli aggettivi in vece degli avverbi (ad esempio: "scrivere chiaro" invece di "scrivere chiaramente")
- Ampia presenza di verbi fraseologici, derivanti dalla lingua lombarda: alcuni sono poi divenuti parte dell'italiano standard[5]
- Sostituzioni dei pronomi "egli", "ella" ed "essi" con "lui", "lei" e "loro"

## Scelte lessicali
Peculiari scelte lessicali dell'italiano di Lombardia legate all'influenza dialettale sono:
| Italiano standard     | Italiano lombardo  | Lombardo        |
| --------------------- | ------------------ | --------------- |
| Strofinarsi gli occhi | Fregarsi gli occhi | Fregàss i oeugg |
| —                     | Anguria            | Inguria         |
| Asciugamano           | Salvietta          | Servieta        |
| Panettiere            | Prestinaio         | Prestiner       |
| Bigliettaio           | Bigliettario       | Biliettari      |
| Bussare               | Picchiare          | Picà            |
| Fagioli               | Cornetti           | Cornet          |
| Soffitta              | Solaio             | Soler           |
| —                     | Melone             | Melon           |
| Fede                  | Vera               | Vera            |
| Panino                | Michetta           | Micheta         |

Altre preferenze degne di nota sono:
- "bologna" come termine generale per mortadella
- "cicca" per gomma da masticare
- Lo scarso utilizzo di "nulla", tendenzialmente sostituito da "niente"

### Annotazioni
1. ↑  Il termine non ha una forma riconosciuta come standard in italiano, Sanga riporta "cocomero" come forma toscana e "mellone rosso" come forma meridionale
2. ↑  Il termine non ha una forma riconosciuta come standard in italiano, Sanga riporta "melone" come generale forma settentrionale e centrale, "popone" come forma toscana e "mellone" come forma meridionale
3. ↑  Anello matrimoniale

### Fonti
1. ↑   Glauco Sanga, Dialettologia Lombarda - Lingue e Culture Popolari, Pavia, Aurora Edizioni, 1984,  pp. 3-4, SBN CFI0065869.
«L'italiano parlato in Lombardia non è l'italiano standard dei grammatici, realtà linguistica in buona parte astratta e comunque nettamente minoritaria nell'uso effettivo (anche della stessa Toscana) bensì l'italiano regionale, varietà dell'italiano Standard, precisamente la varierà lombarda dell'italiano settentrionale.»
2. ↑   Milano, italiano di - Enciclopedia, su Treccani. URL consultato il 6 febbraio 2025.
3. ↑   Svizzera, italiano di - Enciclopedia, su Treccani. URL consultato il 6 febbraio 2025.
4. ↑   Il passato remoto in lombardo, su academiabonvesin.eu. URL consultato il 13 gennaio 2021.
5. ↑   Italiano standard - Enciclopedia, su Treccani. URL consultato il 6 febbraio 2025.
6. 1 2   Glauco Sanga, 1. La situazione linguistica in Lombardia, in Dialettologia Lombarda - Lingue e Culture Popolari, Pavia, Aurora Edizioni, 1984, SBN CFI0065869.